# Gemspleisspitze
Gemspleisspitze är en bergstopp i Schweiz.   Den ligger i regionen Engiadina Bassa/Val Müstair och kantonen Graubünden, i den östra delen av landet, 210 km öster om huvudstaden Bern. Toppen på Gemspleisspitze är 2 952 meter över havet, eller 265 meter över den omgivande terrängen. Bredden vid basen är 5,5 km.
Terrängen runt Gemspleisspitze är bergig norrut, men söderut är den kuperad. Runt Gemspleisspitze är det glesbefolkat, med 8 invånare per kvadratkilometer.. Närmaste större samhälle är Scuol, 15,7 km söder om Gemspleisspitze. 
Trakten runt Gemspleisspitze består i huvudsak av gräsmarker.